# ブックスページワン
ブックスページワンは、東京都北区に本店を置く、書店チェーンである。
取次会社は栗田出版販売。「母と子の読み聞かせの会」を定期的に開催している。中小書店の協業体、ティーエス流通協同組合とNET21に加盟。

## 店舗
東京都
- 北区
  - イトーヨーカドー赤羽店
  - 北赤羽店 2020年1月20日閉店
- 板橋区
  - 板橋店 2016年5月9日開店
  - 浮間舟渡店 2016年4月28日閉店
- 足立区
  - 北綾瀬店

埼玉県
- さいたま市北区
  - 大宮宮原店　2023年8月20日閉店